# Мытарь

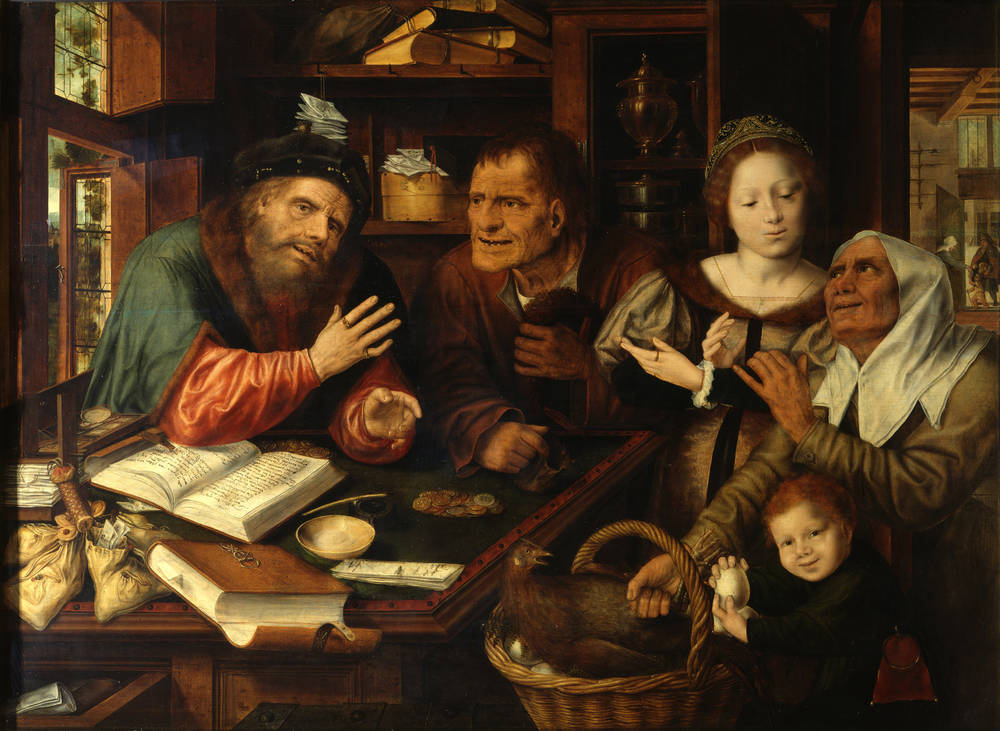
«Сборщик налогов»,
Ян Массейс, 1539 год

Мы́тарь (через церк.-слав. мыта́рь, от нем. mûtâri; родств. мы́та́рство), также мы́тник в Евангелиях на славянском и русском языках — именование откупщиков и сборщиков податей и пошлин, которые, вследствие притеснений, свойственных римской фискальной системе, возбуждали общую ненависть у населения Палестины. Аналог латинского слова публикан (Publicanus).
Сборщик податей на мыте или сборщик податей вообще в современном смысле — таможенник, налоговый инспектор, судебный пристав. Используется также в значении «хитрец, обманщик».

## В древности

Притча о мытаре и фарисее. Мозаика VI века. Сант-Аполлинаре-Нуово, Равенна

«Мытарем» в Новом Завете называли человека, занимавшегося сбором податей и налогов в Палестине.
Так как мытари состояли на службе у римского прокуратора, то их считали предателями иудейского народа. За это они были всеми презираемы и нелюбимы, а общение с ними, как минимум, не приветствовали или даже считали грехом. О мытарях упомянуто в библейских текстах Нового Завета в Евангелии от Луки, где описано отношение к ним иудейского общества того времени.
Один из 12-и апостолов Христа, а именно — Левий Матфей, считающийся автором Евангелия от Матфея, ранее был мытарем. Об этом написано в Новом Завете.

## Современность
В болгарском, украинском, белорусском языках «мытарем» или «мытником» называют таможенника. С 1992 года в независимом украинском государстве существует Державна митна служба (Государственная таможенная служба). В РБ аналогичную службу называют Дзяржаўны мытны камітэт (Государственный таможенный комитет). Аналогичную структуру в Болгарии называют Агенция Митници.